# ألعاب الاوتامي

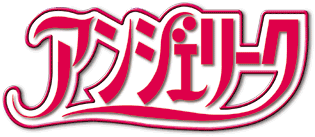
لعبة.

لعبة الأوتومي (乙女ゲーム - maiden game) هي نوع من العاب فيديو مبنية على رواية مصورة تحتوي على ألعاب قصيرة متعددة مستهدفة لجمهور الإناث. تقوم في اللعبة بالتحكم بالشخصية الرئيسية تكون عادة فتاة وحيدة بين عدة فتيان وسيمين حيث أتومومي ( 乙女ゲーム - Otome  )تعني العذراء أو الأنسة الصغيرة، وتدخل في علاقة مع إحدى الفتيان.
أول لعبة أوتومي كانت Angelique على الأجهزة الـسوبر نينتندو صدرت في عام 1994 من إنتاج شركة كوي، اللعبة استهدفت المراهقات أو الأصغر سنًا لكن إشتهرت بشكل غير متوقع لدى الفتيات أكبر من سن المراهقة وفي العشرينيات.
في عام 2002 قامت شركة كونامي بإصدار لعبة Tokimeki Memorial Girl's Side اعتبرت لعبة ناجحة بجلبها الكثير من معجبات جدد.
حيث اعتبرت لعبة Yo-Jin-Bo التي تم اصدارها في عام 2006 أول لعبة أوتومي تترجم إلى الإنجليزية رسميًا.
نمط اللعبة شبيه بمانجا الشوجو والجوسي وأيضًا الهاريم،  هناك نوع أخر موجهة للفتيات تسمى بلعبة حب الفتيان (ボーイズラブゲーム - bōizu rabu gēmu) وأحيانًا يتم إدخالها في ألعاب الأوتومي لكن التصنيفين يبقيان منفصلتين.
من إحدى طرق لعب هذه الألعاب تكون كأي راوية مصورة، حيث تتحكم بالشخصية بإختيار إحدى الخيارات الظاهرة على الشاشة التي يتم منحها لك. لا تقتصر الخيارات على خيارين فقط، فقد تختلف في الأوضاع والألعاب الأخرى وهذه الخيارات تتناسب مع الوضع التي تكون فيه الشخصيات كردة فعل أو استجابة حيث الخيارات التي تقوم باختيارها قد تؤثر على علاقات وسيناريو النهاية، فحسب اختياراتك قد تُقسم القصة إلى قصتين أوقد تُنهي اللعبة فمثلاً توجد خيارات في بعض الالعاب تؤدي إلى قتل شخصيتك وتنهي اللعبة.
لا تعتمد كل ألعاب الأوتومي على روايات مصورة فبعض الألعاب تلعب بها ألعاب قصيرة تظهر أثناء القصة تساعدك على توجيه الشخصية أو ترفع محبة الشخصية لك، ففي بعض الحالات النقاط التي تحصل عليها في الالعاب قد تحدد الوضع وبالنقاط قد تفتح مراحل أخرى أو شخصيات جديدة.
تحتوي العاب الاوتومي على عدة نهايات مختلفة تنهي بها اللعبة حسب اختياراتك.
نهاية جيدة = نهاية سعيدة.
نهاية سيئة = نهاية مأساوية، حزينة.
نهاية عادية = تنهي بصداقة أو تختلف حسب الألعاب أو لا يتم وضعها.
قد يتم اقتباس من بعض سلسلات الأنيمي وتحويلها إلى الألعاب الأوتومي فمثلا:
K -Wonderful School Days
قصة اللعبة تتحدث عن البطلة كونوهارا سايا، طالبة انتقلت مؤخرًا إلى مدرسة الجزيرة التي تحوي على نوادي منها ثلاث نوادي مميزة ومختلفة. النادي الأزرق بقيادة موناكاتا، النادي الأحمر بقيادة ميكوتو، أما النادي الفضي بقيادة شيرو ويتم لفت انتبهاهم من قبل كونوهارا بسبب كونها ستراين .
Justice Miracle Rangers (لعبة كورية)
معهد تيكو عبارة عن وكالة حكومية سرية، أنشئت مجموعة تدعى أبطال المعجزات، تتكون من مجموعة من الشباب تمتلك قوى الخارقة بسبب ازدياد هجمات الإرهابية في العامين الماضيين لمقاتلة الأعداء وحماية سلام العالم. بعدها يقوم تيكو بإتصال فجأة بفتاة في ثانوية سيرين تدعى شيراساغي ري بعدما قامت بخوض اختبار إجباري عن كفائتها مما يعني أنها تمتلك قوى خارقة بإستطاعة تيكو إستخدامها. تُجبر بطلتنا على الالتحاق بمعهد تيكو وترك سيرين لتصبح واحدة من أبطال المعجزات، هل ستستطيع حماية سلام العالم؟
إلا أن اللعبة لم ترى النور.